# 선진고속관광
선진고속관광(先進高速觀光)은 선진그룹 계열의 전세버스 운송 업체이다.
본사는 경기도 포천시 호국로883번길 9 (설운동)에 있다. 같은 계열사로는 에어팰리스, 선진여행사가 있다. 주로 대진대학교 셔틀버스와 경포대 해수욕장 셔틀버스를 비롯해 전세버스 사업을 주력으로 하고 있다. 현재 경원선 대체운송버스도 운영중이다.

## 주요 연혁
- 2005년 12월 7일: 회사 설립
- 2011년 12월 17일: 본사를 경기도 고양시 일산동구 식사동 825-12에서 현 위치로 이전.
- 2014년 8월 6일: 강원도 철원군 동송읍 태봉로 1825에 영업소 개설.

## 본점 및 지점 현황
- 본점: 경기도 포천시 호국로883번길 9 (설운동)
- 서울지점: 서울특별시 영등포구 여의대방로61길 2, 3층 (신길동, 천록빌딩)
- 포천지점: 경기도 포천시 호국로883번길 9 (설운동)
- 고양지점: 경기도 고양시 일산동구 무궁화로 385-11 (식사동)
- 장흥리영업소: 강원도 철원군 동송읍 태봉로 1825

## 보유 차량

#### 현대자동차
- 현대 뉴 슈퍼에어로시티
- 현대 유니버스 스페이스 럭셔리
- 현대 유니버스 익스프레스 프라임
- 현대 유니버스 익스프레스 노블
- 현대 뉴 프리미엄 유니버스 스페이스 럭셔리
- 현대 뉴 프리미엄 유니버스 익스프레스 프라임

#### 기아
- 기아 뉴 그랜버드 파크웨이
- 기아 뉴 그랜버드 이노베이션 썬샤인
- 기아 뉴 그랜버드 이노베이션 실크로드

#### 자일대우버스
- 자일대우 BX212 로얄 하이데커

## 같이 보기
- 에어팰리스
- 선진여행사